# Agrarische Bank van China
De Agricultural Bank of China of Agrarische Bank van China (ABC) (ook: AgBank) is een van de vier grootste banken in de Volksrepubliek China. Anno 2019 heeft de bank filialen op het Chinese vasteland en in Hongkong, Londen, Tokio, New York, Frankfurt, Sydney, Seoul en Singapore.

## Activiteiten
De bank heeft een breed pakket van bankdiensten voor bedrijven en particulieren. Het telt ruim 23.000 bankkantoren in China en heeft 10 buitenlandse vestigingen. De buitenlandse activiteiten zijn bescheiden, in 2014 had de bank minder dan 600 medewerkers buiten China.  

## Geschiedenis
De bank werd in 1951 opgericht door een fusie van de twee banken die in de Republikeinse periode werden opgericht: Boerenbank van China en Coöperatiebank. Een jaar later werd de bank onderdeel van de Volksbank van China, de centrale bank van de Volksrepubliek. 
Het eerste filiaal van de Agrarische Bank van China kwam in 1955 tot stand, maar werd twee jaar later gefuseerd met de centrale bank. In 1963 werd opnieuw een agrarische bank opgericht door de overheid en twee jaar later fuseerde deze wederom met de centrale bank.
De Agrarische Bank van China die we nu kennen, werd in februari 1979 opgericht. In de zomer van 2010 werden de aandelen van de bank geïntroduceerd op de Shanghai Stock Exchange en Hong Kong Stock Exchange. Met de beursintroductie werd een recordbedrag van US$ 22 miljard opgehaald.
De grootste bankoverval van China vond in april 2007 plaats in een filiaal van de bank. Er werd daarbij bijna 51 miljoen renminbi, zo'n US$ 6,7 miljoen, gestolen.